# City Carré Magdeburg
Das City Carré Magdeburg ist ein Einkaufszentrum und Bürogebäude in der Magdeburger Altstadt, dem Zentrum der Stadt. Täglich besuchen rund 25.000 Menschen das Center.

## Lage

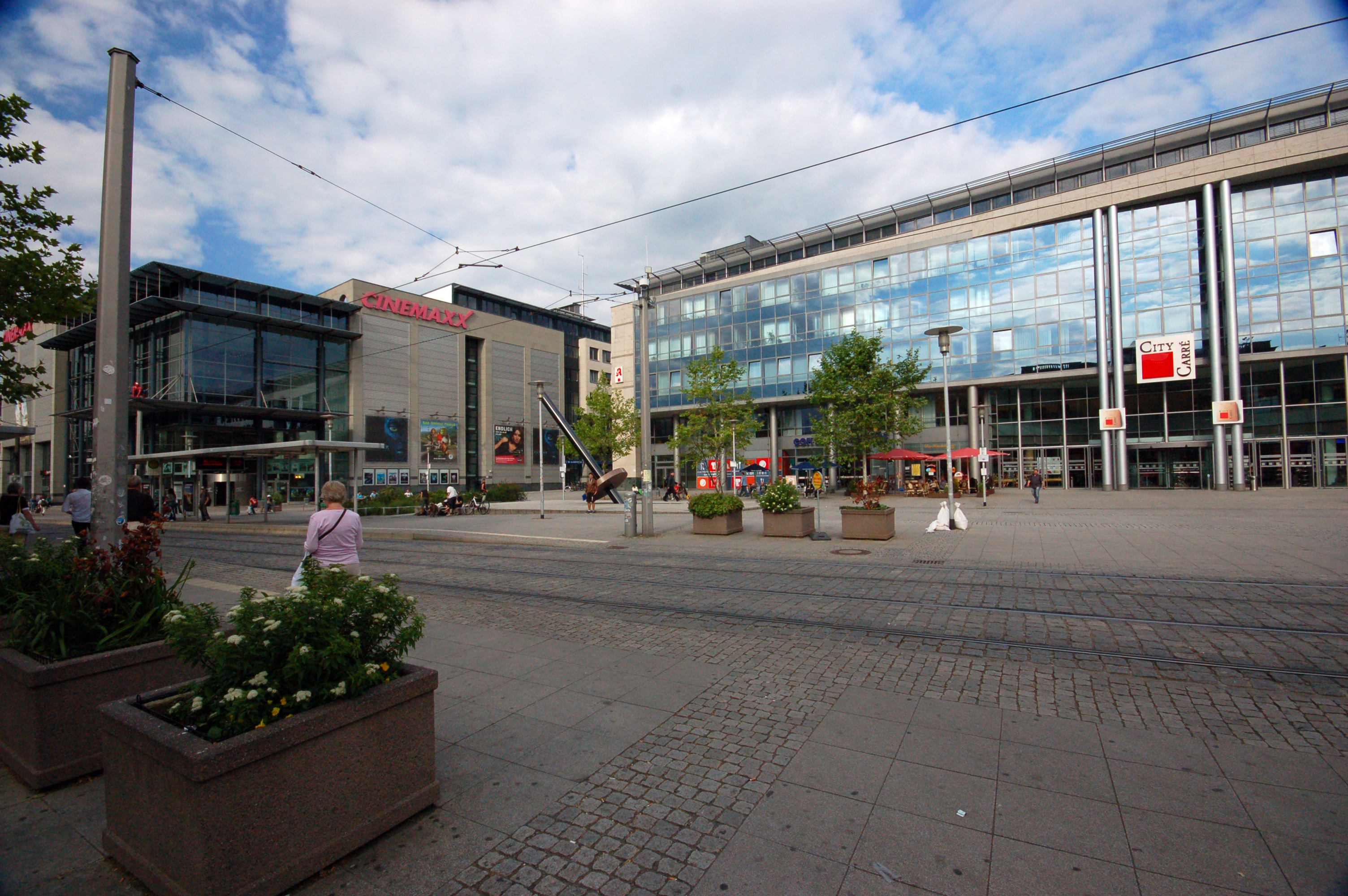
Westseite mit CinemaxX-Kino

Das City Carré liegt inmitten des Magdeburger Zentrums direkt gegenüber dem Hauptbahnhof und an der Ernst-Reuter-Allee sowie in der Nähe des Zentralen Omnibusbahnhofes und des Magdeburger Rings. Es entstand auf einer Grünfläche, die nach dem Entfernen von Ruinen nach dem Zweiten Weltkrieg dort angelegt war. Des Weiteren gibt es unmittelbar am Gebäude zwei Nahverkehrshaltestellen.
Das gebäudeeigene Parkhaus unterhalb der Nullebene, mit mehr als 1.700 Parkplätzen, ist über die Ernst-Reuter-Allee und die Bahnhofstraße zu erreichen. Oberirdisch finden sich in direkter Nähe zum Gebäude über 300 Fahrradabstellplätze mit Anlehnbügeln.

## Geschichte

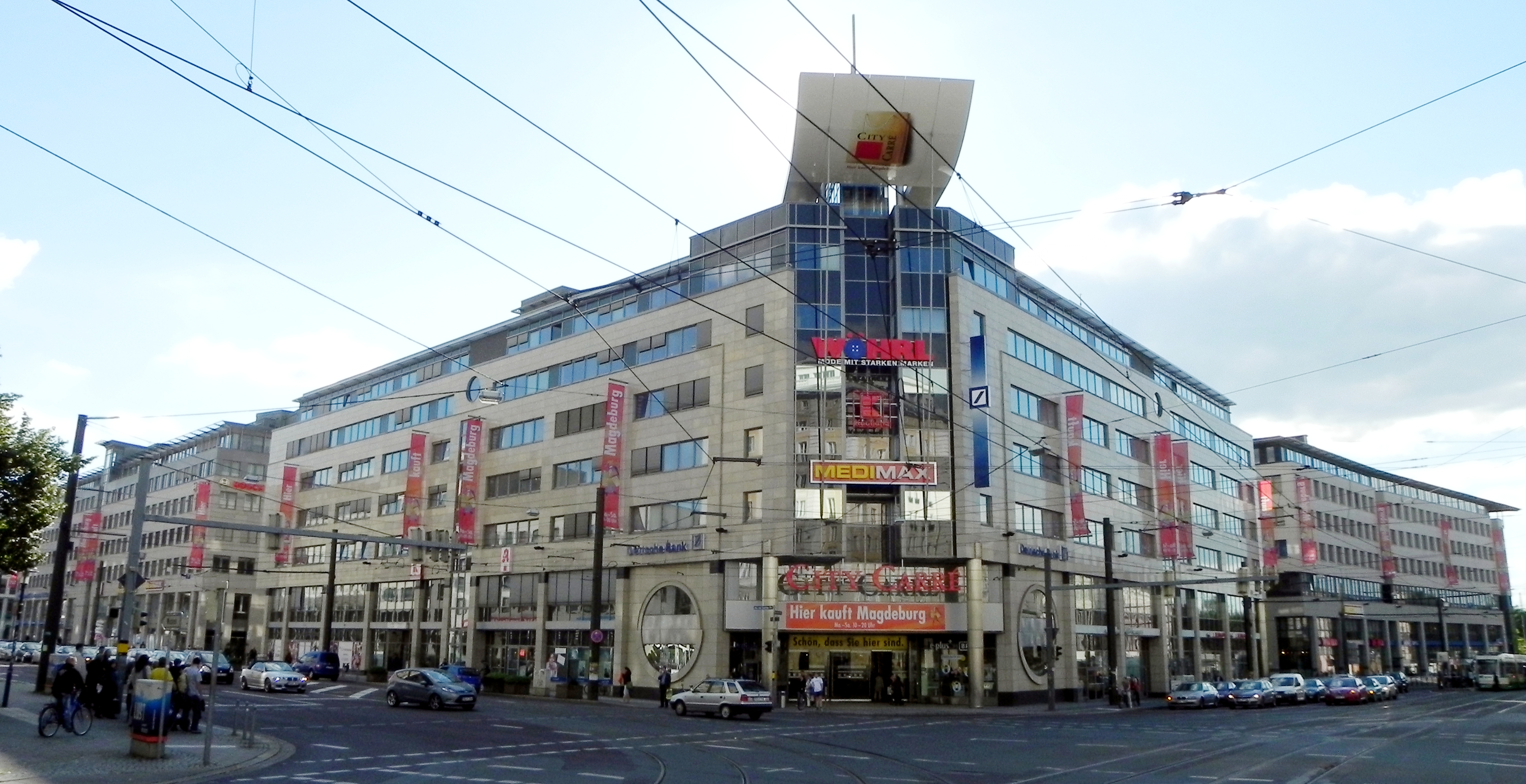
Das City-Carré an der Kreuzung Otto-von Guericke-Str. / Ernst-Reuter-Allee

Der Gebäudekomplex wurde vom Unternehmen Philipp Holzmann erbaut und im Oktober 1997 eröffnet. Eigentümer war ein Immobilienfonds; in seinem Auftrag verkaufte die Wealth Management Capital Holding, eine Tochtergesellschaft der Unicredit Bank, im Juni 2017 das City Carré an den englischen Immobilieninvestor Revcap.
Eine von Revcap beauftragte Sanierung und Umgestaltung mit neuer Wegeführung und neuen Blickachsen wurde 2019 begonnen und im Oktober 2020 fertiggestellt. Sie kostete rund 20 Millionen Euro. Seit dem 1. Dezember 2020 gehört das City Carré Magdeburg zur Volksbank BRAWO.

## Gebäude, Geschäfte  und Unternehmen

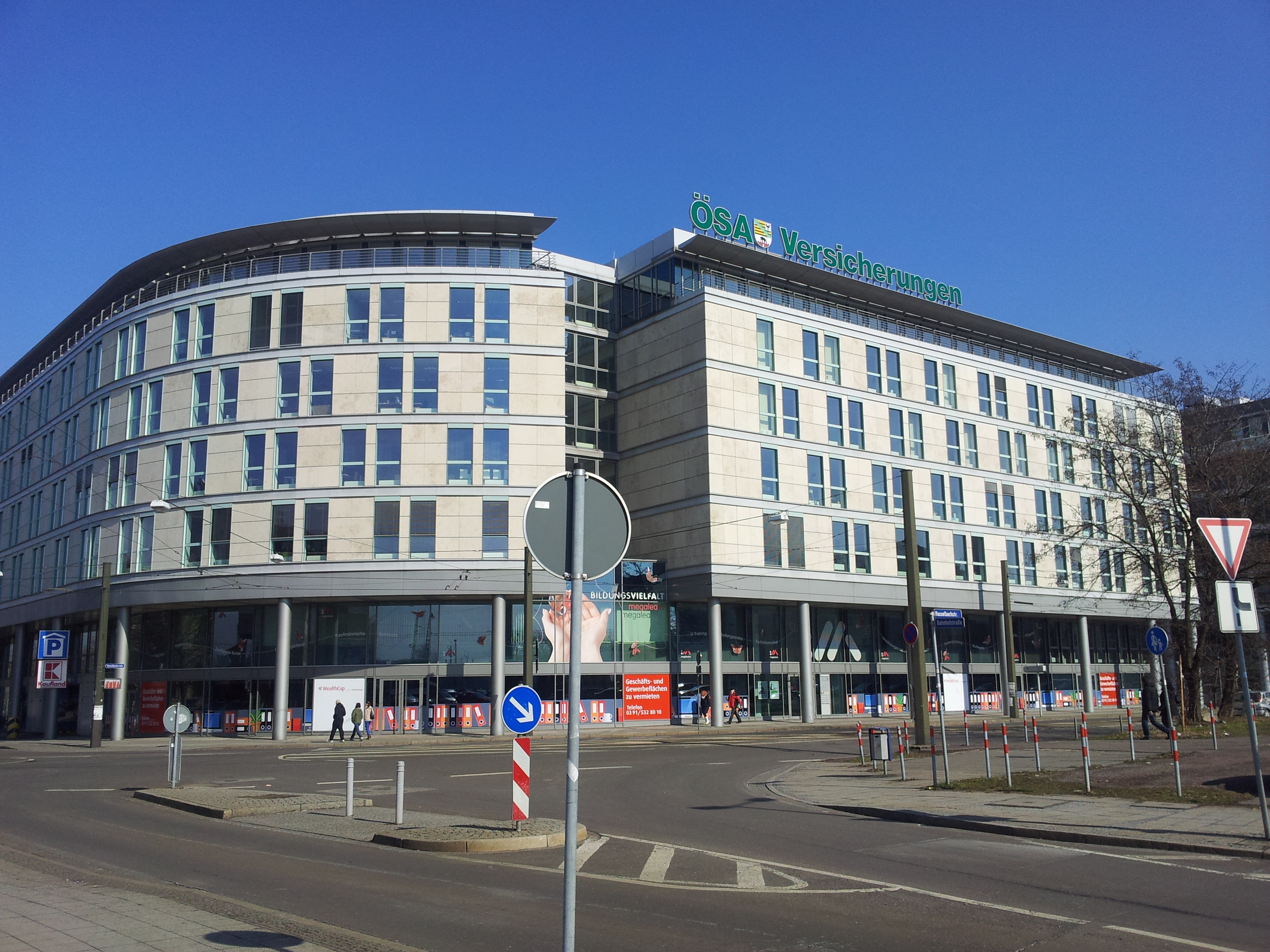
Südseite des City-Carres

Auf einer Grundfläche von 30.000 m² ist das City-Carré auf sechs Gebäude verteilt. Von den 105.000 m² Gesamtfläche sind 80.000 m² Bürofläche und 25.000 m² Ladenfläche mit mehr als 50 Geschäften.
Zu den größten und wichtigsten Geschäften im City-Carré gehören der Elektronikfachmarkt Medimax, das Modehaus Wöhrl, Kaufland und das Spielwarengeschäft Spiele Max. Außerdem befinden sich weitere Cafés, Imbisse, Bekleidungsgeschäfte, Dienstleister, Banken und Juweliere.
Des Weiteren befindet sich im Gebäudekomplex eine Niederlassung der CinemaxX-Kinokette mit moderner 3D-Technik. Es ist Magdeburgs größtes Kino.
Zu den im Gebäudekomplex vertretenen Unternehmen zählen unter anderem ÖSA, die Landesstraßenbaubehörde, das Ministerium für Wirtschaft, Wissenschaft und Digitalisierung des Landes Sachsen-Anhalt, das Landesamt für Vermessung und Geoinformation Sachsen-Anhalt/Geokompetenz-Center, das Jobcenter Magdeburg und das Bosch Communication Center.